# Tegalciut
Tegalciut is een bestuurslaag in het regentschap Lumajang van de provincie Oost-Java, Indonesië. Tegalciut telt 4398 inwoners (volkstelling 2010).